# Comic Earth Star
Comic Earth Star (コミック アース・スター Komikku Āsu Sutā) là một tạp chí shōnen manga Nhật Bản ấn hành vào ngày 12 mỗi tháng bởi Earth Star Entertainment kể từ ngày 12 tháng 3 năm 2011.

## Manga được đăng
- Alice Royale
- Ataraxia - Sengoku Tenseiki
- Chotto Matta!! Jisatsu Café
- D.C. III
- Devil Survivor 2 - Show Your Free Will
- Dōnano Kawamoto-san!
- Dracu-Riot! Honey!
- Enka to Hanamichi
- Heart Under the Blade
- Kai Pilgrim
- Kemonogumi
- Koetama
- Koigoe
- Magical Chef Shōjo Shizuru
- Majokko Minami-kun no Jijō
- Mangirl!
- Material Brave
- Morenja V
- Nadeshikoka.
- Neun Edda
- Nijiiro Septetta
- Nobunagun
- Nya Nya Nya Nya!
- Photo Kano - Memorial Pictures
- Pupa
- Record
- Sekai de Ichiban Tsuyoku Naritai!
- Super Sonico Soni Koma
- Teekyu
- Tokyo Jitensha Shōjo.
- Trace (Amematsu)
- Water Cube
- Yama no Susume
- Zansatsu Hantō Akamemura
- Zenryoku Idol!